# Lilla Billingen, Närke
Lilla Billingen var en sjö, nu mosse, i Mariedamm i Askersunds kommun i Närke och ingår i Motala ströms huvudavrinningsområde.